# Singapore ved vinter-OL 2018
Singapore deltager i vinter-OL 2018 i Pyeongchang, Sydkorea i perioden 9. – 25. februar 2018.

## Deltagere
Følgende atleter vil deltage i nedennævnte sportsgrene: 
| Sportsgren            | Herrer | Damer | Total |
| --------------------- | ------ | ----- | ----- |
| Short track skøjteløb | 0      | 1     | 1     |
| Total                 | 0      | 1     | 1     |

## Medaljer
| 2018 Pyeongchang | Guld | Sølv | Bronze | Total |
| Singapore        | 0    | 0    | 0      | 0     |